# باربرا جونسون
باربرا جونسون (بالإنجليزية: Barbara Johnson)‏ هي لغوية وفيلسوفة ومترجمة وصحفية أمريكية، ولدت في 4 أكتوبر 1947 في بوسطن في الولايات المتحدة، وتوفيت في 27 أغسطس 2009 في كامبريدج في الولايات المتحدة.